# Persian (aliment)
Pour les articles homonymes, voir Persian et Pershing.
Un persian, persian roll ou Pershing, est un petit pain ou un beignet sucré frit en forme de spirale, semblable à un kanelbulle. Il peut être recouvert d'un glaçage au sucre, glacé ou givré, ou saupoudré de sucre ou de sucre à la cannelle.

## Variations régionales
À Port Arthur, en Ontario (Canada), on pense qu'il est né à la Bennett's Bakery de Port Arthur, où il est servi avec un glaçage rose et sucré à base de framboises ou de fraises. La tradition veut que le persan ait été nommé en l'honneur du général américain John « Blackjack » Pershing,, mais la date exacte de son apparition et les circonstances de sa création restent floues, ce qui donne lieu à des affirmations et des histoires contradictoires. Sa recette est un secret de polichinelle, avec des débats de longue date pour savoir si le glaçage contient des framboises ou des fraises. Les persian sont souvent utilisés comme moyens de collecte de fonds à vendre dans les écoles, les églises, les centres commerciaux et autres événements sociaux. Ils peuvent être servis « grillés », soit coupés en deux, chauffés dans une poêle et glacés des deux côtés.
Les persian sont populaires dans les États américains du Wisconsin et du Maine. À Camden, dans le Maine, ils étaient historiquement faits avec un glaçage au chocolat. À Lehighton, en Pennsylvanie, ils étaient servis avec un glaçage au chocolat ou à la vanille avec une cuillerée de glaçage cerise-fraise.